# Proporidae
Proporidae — родина двобічно-симетричних тварин класу Ацели.

## Класифікація
Родина включає в себе 1 рід з 6 видами:
- Рід Proporus
  - Proporus bermudensis Hooge & Tyler 2002
  - Proporus brochii Westblad 1946
  - Proporus carolinensis Hooge & Smith, 2004
  - Proporus lonchitis Dörjes 1971
  - Proporus minimus (An der Lan, 1936)
  - Proporus venosus (Schmidt, 1852)